# Eduard Vorgànov
Eduard Alekséievitx Vorgànov (en rus Эдуард Алексеевич Ворганов, Vorónej, Vorónej, 7 de desembre de 1982) és un ciclista rus, professional des del 2005. Actualment corre al Minsk CC.
En el seu palmarès destaca la Clàssica d'Almeria de 2007 que guanyà gràcies a la desqualificació del vencedor, Giuseppe Muraglia, per dopatge i, sobretot, el campionat nacional en ruta del 2012.
El febrer de 2016 fou suspès provisionalment per l'UCI per haver donat positiu en un control antidopatge realitzat a primers d'aquell mateix any.

## Palmarès
- 2004
  - 1r al Circuit de les Ardenes i vencedor d'una etapa
  - 1r al Memorial Oleg Diatxenko
- 2005
  - 1r als Cinc anells de Moscou
- 2007
  - 1r a la Clàssica d'Almeria
- 2012
  -  Campió de Rússia en ruta
- 2018
  - 1r al Tour de Mersin i vencedor d'una etapa

### Resultats al Tour de França
- 2010. 79è de la classificació general
- 2012. 19è de la classificació general
- 2013. 48è de la classificació general

### Resultats al Giro d'Itàlia
- 2009. 23è de la classificació general
- 2011. 37è de la classificació general
- 2014. 55è de la classificació general

### Resultats a la Volta a Espanya
- 2007. 70è de la classificació general
- 2008. 60è de la classificació general
- 2009. 26è de la classificació general
- 2011. 43è de la classificació general
- 2014. 46è de la classificació general
- 2015. 39è de la classificació general